# Umanosuke Ueda
Hiroshi Ueda (nacido Yuji Ueda; Yatomi, Prefectura de Aichi, 20 de junio de 1940-21 de diciembre de 2011) fue un luchador profesional japonés, conocido por su nombre artístico Umanosuke Ueda, que sobre todo se distinguió por su pelo rubio decolorado. Su nombre artístico fue inspirado por el samurái de la Shinsengumi Umanosuke Ueda. 